# Communauté de communes de la Guenelle
La communauté de communes de la Guenelle est une ancienne communauté de communes française, située dans le département de la Marne et la région Champagne-Ardenne.
Elle a disparu le 1er janvier 2014 par sa fusion dans la nouvelle communauté de communes de la Moivre à la Coole.

## Historique
L'intercommunalité a été créée par un arrêté préfectoral du 6 décembre 2000.
Conformément aux prévisions du schéma départemental de coopération intercommunale (SDCI) de la Marne du 15 décembre 2011, la communauté de communes de la Moivre à la Coole est issue de la fusion, le 1er janvier 2014, de 4 petites communautés de communes :
- la Communauté de communes de la Vallée de la Coole' :
Communes de Breuvery-sur-Coole, Cernon, Coupetz, Ecury-sur-Coole, Faux-Vésigneul, Nuisement-sur-Coole, Saint-Quentin-sur-Coole[4] ;
- la Communauté de communes de la Guenelle :
Communes de Cheppes-la-Prairie, Mairy-sur-Marne, Saint-Martin-aux-Champs, Sogny-aux-Moulins, Togny-aux-Bœufs, Vitry-la-Ville[4] ;
- la Communauté de communes du Mont de Noix :
Communes de Coupéville, Dampierre-sur-Moivre, Francheville, Le Fresne,  Marson, Moivre, Saint-Jean-sur-Moivre[4] ;
- la Communauté de communes de la Vallée de la Craie :
Communes de Chepy, Omey, Pogny, Saint-Germain-la-Ville, Vésigneul-sur-Marne[4] ;

## Territoire communautaire

### Géographie
La communauté tire son nom de la rivière Guenelle.

### Composition
L'intercommunalité était composée en 2013 des 6 communes suivantes, dont la principale est Mairy-sur-Marne :
- Cheppes-la-Prairie
- Mairy-sur-Marne
- Saint-Martin-aux-Champs
- Sogny-aux-Moulins
- Togny-aux-Bœufs
- Vitry-la-Ville

## Organisation

### Siège
Le siège de la Communauté de communes de la Guenelle était situé  en mairie de Vitry-la-Ville.

### Élus
La communauté de communes était administrée par un conseil communautaire constitué de représentants de chaque commune, élus en leur sein par les conseils municipaux.

### Liste des présidents
| Période                                  | Période       | Identité       | Étiquette | Qualité |
| ---------------------------------------- | ------------- | -------------- | --------- | --- |
| Les données manquantes sont à compléter. |               |                |           | |
| avant 2003                               |               | Alain Boban    |           | Maire de Vitry-la-Ville (1995 → 2008)                                                                                           |
| Les données manquantes sont à compléter. |               |                |           | |
| 2008                                     | décembre 2013 | Michel Jacquet |           | Agriculteur propriétaire-exploitant Maire de Togny-aux-Bœufs (2001 → ) Président de la CC de la Moivre à la Coole (2014 → 2018) |

### Compétences
L'intercommunalité exerçait les compétences qui lui avaient été transférées par les communes membres, conformément aux dispositions légales.

### Régime fiscal et budget
La communauté de communes était un établissement public de coopération intercommunale à fiscalité propre.
Afin de financer l'exercice de ses compétences, la communauté de communes percevait une fiscalité additionnelle aux impôts locaux des communes, avec fiscalité professionnelle de zone (FPZ ) et sans fiscalité professionnelle sur les éoliennes (FPE).
Elle percevait également une redevance d'enlèvement des ordures ménagères (REOM), qui finançait le fonctionnement de ce service public.